# Улица Моску
У́лица Моску́ (фр. Rue de Moscou — улица Москвы, Московская улица) — парижская улица в 8 округе города.

## Расположение
Улица находится в 8 округе Парижа, начинается на перекрёстке между домом 20 по улице Льеж и домом 47 по улице Амстердам и заканчивается у дома 41 по бульвару Батиньоль. Длина улицы — 460 метров, ширина — 12 метров.

## История
Прокладка улицы была запланирована в 1840 году, в том же году ей было присвоено название. План строительства был утверждён королевским указом от 11 июня 1847 года, строительные работы осуществлялись компаниями Mallet frères и Mignon. Первоначально улица заканчивалась у перекрёстка с улицей Сент-Петерсбур («Санкт-Петербургской») и её длина составляла 172 метра. В дальнейшем улица была продлена до нынешнего состояния, строительством второго участка занималась компания Docks-Napoléon, застройка улицы продолжалась вплоть до 1867 года.

## Название
Улица расположена в квартале, бо́льшая часть улиц в котором названы именами европейских столиц и крупных городов. Улица получила название в 1840 году в честь Москвы — на тот момент второго по величине города Российской империи.

## Примечательные здания и сооружения
- В доме № 12 с 1881 по 1902 годы размещалась приходская школа церкви Сен-Луи-д’Антен[фр.][9].
- В доме № 29 с 1872 по 1875 годы жил поэт Стефан Малларме[11].

## В культуре

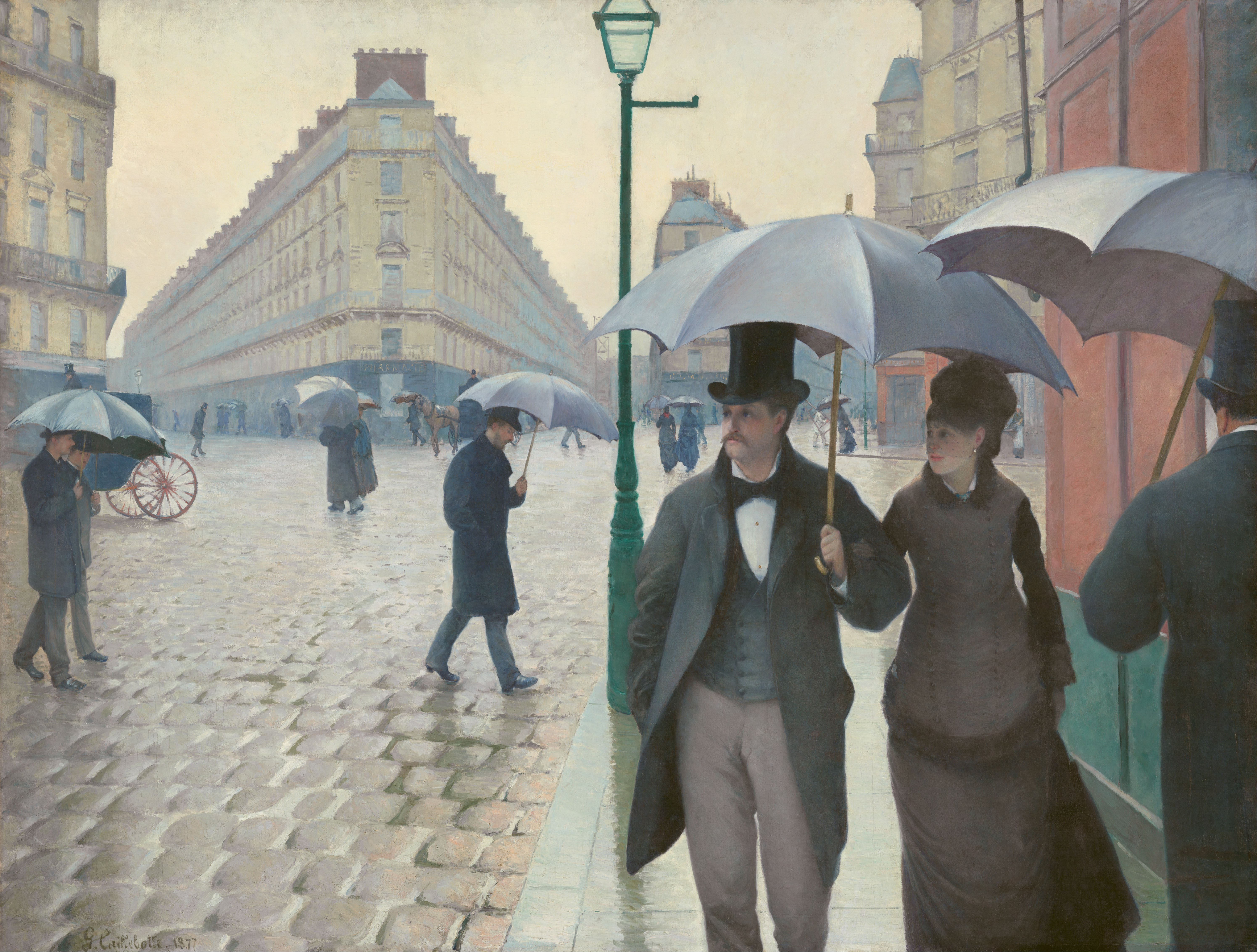
Гюстав Кайботт. Парижская улица в дождливую погоду (1877) На заднем плане первая улица налево — Моску

Улица изображена на картине французского художника-импрессиониста Гюстава Кайботта «Парижская улица в дождливую погоду» (1877).